# Apoteket S:t Erik

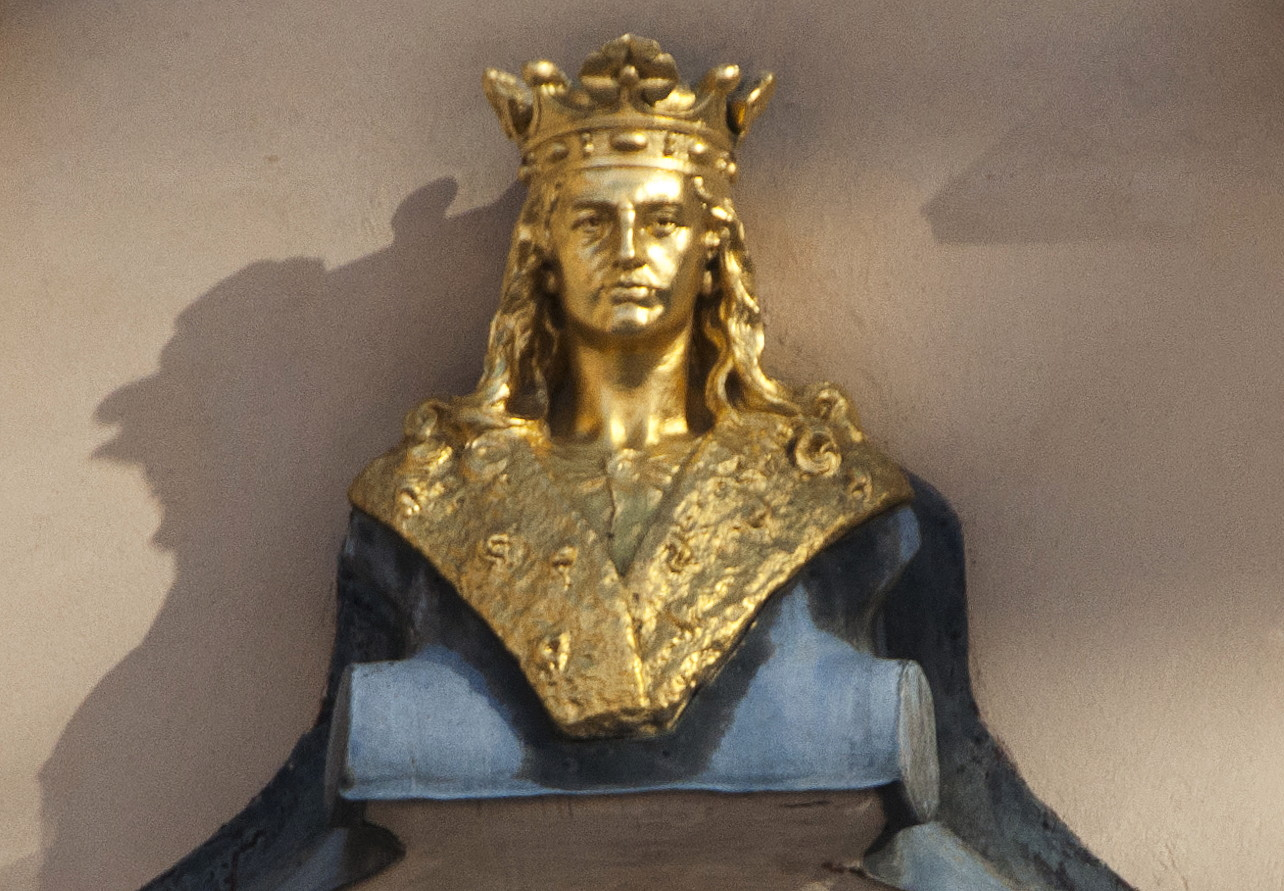
Apotekets emblem, 2014.

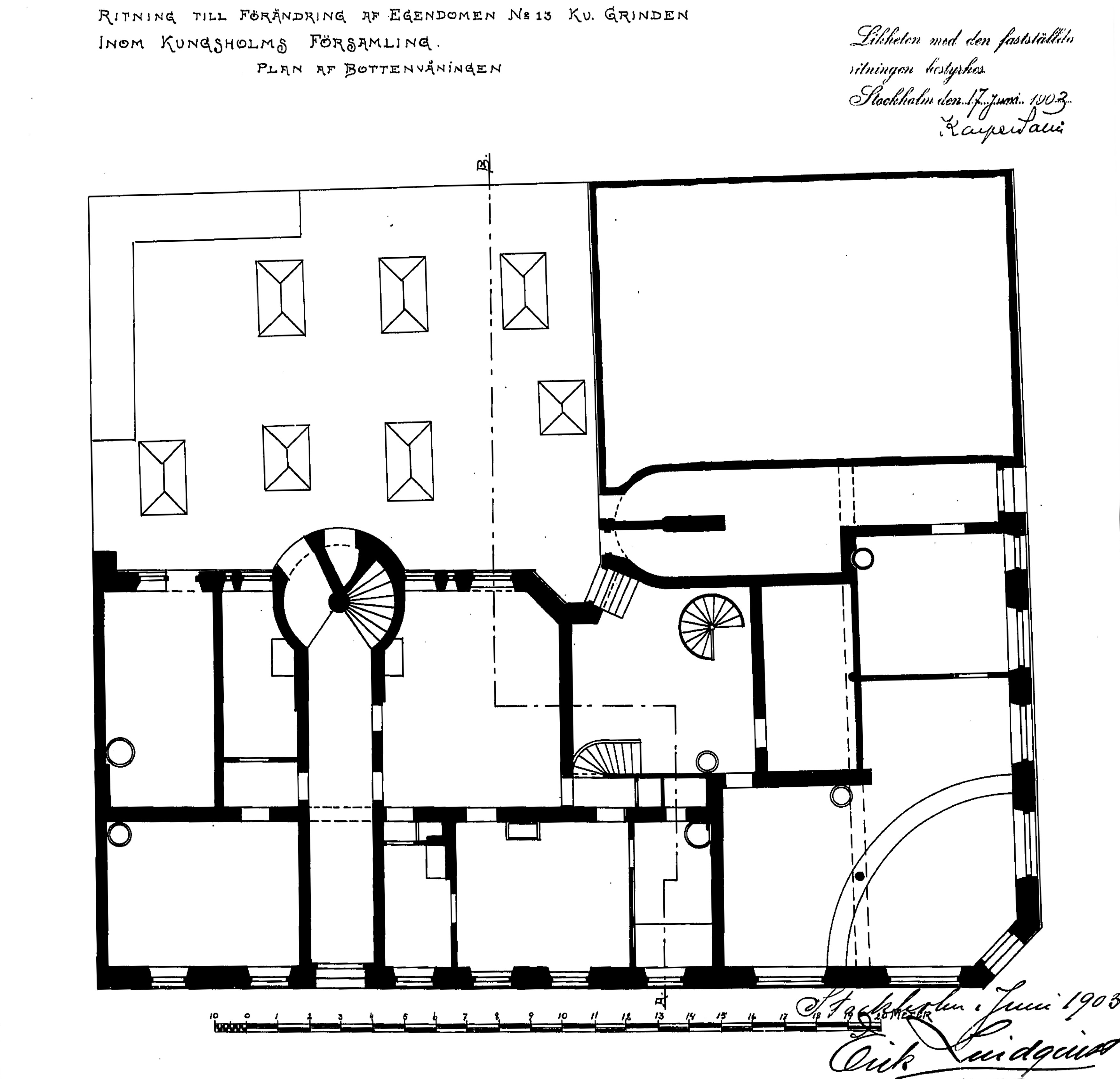
Ändringsritning i fastigheten Grinden för bl.a. apoteket S:t Erik, juni 1903.

Apoteket S:t Erik var ett apotek vid Fleminggatan 75 på Kungsholmen. Apoteket fick privilegium 1903, öppnade 1904 och stängde 1987 för att flytta sin verksamhet till S:t Eriks ögonsjukhus vid Polhemsgatan.

## Historik
I ett utlåtande från februari 1902 tillstyrkte Medicinalstyrelsen att anlägga två nya apotek i Stockholm, dels ett på Östermalm (se Apoteket Elgen), dels ett apotek på Kungsholmen som skulle betecknas med namnet S:t Erik. 
Privilegiet att driva apoteket utfärdades i maj 1903 och tilldelades den examinerade apotekaren Arvid Blomquist. Han hade tidigare varit verksam på ett stort antal apotek runt om i landet, senast på Apoteket Ugglan vid Drottninggatan i Stockholm. 
Blomquist hade 1903 förvärvat själva fastigheten Gripen 13 vid Fleminggatan / Kronobergsgatan där han lät bygga om och inrättade sedan sitt apotek i bottenvåningens hörnlokal. Officinen ritades av Carl Österman i samarbete med  samarbete med konstnären A Rosendahl.  I huset fanns även ett laboratorium. Han skulle leda Apoteket S:t Erik till sin död 1913 då han efterträddes av J.G.V. Lilienström. Han avlöstes 1922 av apotekaren Adolf Rising som räknas till en av grundarna till läkemedelsföretaget Astra.
År 1987 stängde Apoteket S:t Erik vid Fleminggatan och verksamheten flyttades till närbelägna S:t Eriks ögonsjukhus där det numera är en filial av Apoteksgruppen. I apotekets tidigare lokaler finns sedan 1995 Järnia. Entrén smyckas fortfarande av Sankt Eriks förgyllda byst.